# جیمز مرسر
جیمز مرسر (James Mercer) (۲۶ فوریه ۱۷۳۶–۳۱ اکتبر ۱۷۹۳)، وکیل، افسر نظامی، مَلآک، حقوقدان و سیاستمدار اهل ویرجینیا بود.

## اوایل زندگی خانواده
مرسر در تاریخ ۲۶ فوریه ۱۷۳۶ در املاک خانوادگی‌شان واقع در کشتزار مارلبرو شهرستان استفورد ایالت ویرجینیا به دنیا آمد. مادرش که پیش‌تر با نام کاترین میسون شناخته می‌شد، کوچکترین دختر جورج میسون دوم، از ملاّکان سرشناس و همسر دومش، الیزابت وا، فرزند کشیش جان وا (۱۶۳۰–۱۷۰۳)، بود. پدر جیمز، جان مرسر از ایرلند به آن جا مهاجرت کرده و به تدریج به یکی از مباشران، ملاکان و دلالان سرشناس زمین در منطقه تبدیل شده بود. او دو بار ازدواج کرد، با این حال اغلب فرزندانش پیش از رسیدن به سن قانونی از دنیا رفتند. کاترین، مادر جیمز که در سال ۱۷۵۰ درگذشت (زمانی که جیمز ۱۴ سال داشت) ده فرزند به دنیا آورد و نامادری‌اش، آن روی (دختر دکتر مونگو روی از اهالی منطقه اسسِکس) صاحب نُه فرزند شد و تا دو سال پس از مرگ همسرش نیز در قید حیات بود.
بدین‌ترتیب جیمز مرسر در یکی از خانواده‌های سرشناس مهاجر ویرجینیا متولد شد و متناسب با طبقه خانوادگی‌اش تحت تعلیم خصوصی قرار گرفت. افزون بر آن، وی به کتابخانه پدرش نیز دسترسی داشت که شاید غنی‌ترین نبود ولی در زمره یکی از بهترین کتابخانه‌های آن منطقه قرار می‌گرفت. در آن زمان، قانون نخست‌زادگی در ویرجینیا اعمال می‌شد و بنا بر آن دارایی‌های ملکی در اختیار پسر ارشد خانواده قرار می‌گرفت که مطمئناً این فرزند نمی‌توانست جیمز باشد؛ زیرا وی کاملاً نسبت به این موضوع آگاه بود که قیمومیت و مسئولیت آموزش عموزاده‌اش، جورج میسون، نیز بر عهده پدرش است. او پسر ارشد جورج میسون سوم بود که در یک سانحه کشتی جان باخت. در سال ۱۷۵۳، جان مرسر پسرش جیمز را برای شاگردی نزد یک استاد معمار و نجار به نام ویلیام ویت فرستاد تا از این طریق تمهیدی برای آینده او اندیشیده باشد. به علاوه چهار برده سیاه‌پوست را نیز همراه وی به خدمت گماشت تا با اتمام دوره کارآموزی، مرسر بتواند ساخت خانه، کلیسا، ساختمان محکمه و دیگر سازه‌ها را در آن ناحیه عهده‌دار شود. ویرجینیا تا سال ۱۷۸۵ اقدامی در جهت لغو قانون نخست‌زادگی انجام نداد، معلوم هم نیست که آیا این دوره کارآموزی مسیر شغلی جیمز را دستخوش دگرگونی کرد یا پدرش تغییر عقیده داد ولی با این وجود دیری نپایید که جیمز (همانند دو برادر ارشدش که دوران خردسالی را به سلامت طی کرده بودند و در ادامه به آنها خواهیم پرداخت) برای فراگیری تحصیلات عالی تحت نظر وکیل بلندآوازه‌ای به نام جورج وِیت و سایر اساتید به ویلیامزبرگ نقل مکان کرد و در حدود سال ۱۷۵۵ از کالج ویلیام و مری فارغ‌التحصیل شد.
برادر ارشدش جورج مرسر که با گذر از دوران طفولیت توانسته بود به سنین بزرگسالی برسد، پیش از اینکه به عنوان نماینده شرکت اوهایو (و از حامیان تاج و تخت در جنگ استقلال آمریکا) به انگلستان عزیمت کند، در کسوت یک ملّاک، سیاستمدار، سرباز (در نبرد میان فرانسویان و سرخ‌پوستان) و دلال زمین در غرب مشغول به کار بود. او ازدواج هم کرد ولی بدون اینکه فرزندی داشته باشد، از دنیا رفت. برادر ناتنی کوچکترش، جان فرانسیس مرسر نیز همچون برادرانش زمین‌دار و افسر نظامی بود (در جنگ انقلاب آمریکا)، جان فرانسیس در منطقه محل سکونتش، آن آروندل مریلند، با زنی ازدواج کرد که وارث ثروت هنگفتی بود و سپس تا مرتبه فرمانداری ایالت ارتقا یافت. کوچکترین برادر جیمز، رابرت مرسر (۱۷۶۴–۱۸۰۰) نیز وکیل و همچنین ویراستار روزنامه بود. وی با دختر یکی از ملّاکان سرشناس ناحیه کینگ جورج به نام لاندن کارتر، ازدواج کرد. او نیز همچون برادر بزرگترش جورج، فقط یک دوره در مجلس نمایندگان ایالت ویرجینیا و مریلند حضور داشت. سارا آن میسون مرسر (۱۷۶۴–۱۷۰۹)، خواهر جیمز مرسر، به عنوان همسر دوم به ازدواج سرهنگ ساموئل سلدن درآمد و صاحب پسری شد که توانست به سنین بزرگسالی برسد. خواهر دیگرش مری مرسر (۱۷۶۴–۱۷۴۰) با دنیل مک‌کارتی جونیور ازدواج کرد ولی هیچ‌یک از فرزندانش زنده نماندند. سرانجام جیمز مرسر ثروتش را میان پسرانش (که هیچ‌یک از آنها ازدواج نکرده بودند)، فرزندان خواهر ناتنی‌اش، گریس فنتون مرسر (۱۸۱۴–۱۷۵۱ که با مسکو گارنت از زمین‌داران اهل اسسِکس ازدواج کرد)، آنا مرسر (؟ -۱۷۶۰ که به همسری بنجامین هریسون جونیور درآمد که پسر یکی از امضاءکنندگان اعلامیه استقلال ایالت متحده آمریکا بود) و ماریا مرسر (؟ -۱۷۶۱ که با ریچارد بروک از اهالی ناحیه کینگ و کوئین ازدواج کرد) تقسیم نمود.
در سال ۱۷۷۲، جیمز مرسر با مری النور دیک، دختر سرگرد چارلز دیک از اهالی فردریکزبورگ ازدواج کرد. پیش از مرگ مری النور در سال ۱۷۸۰، آنها صاحب دو پسر به نام‌های جان فنتون مرسر (۱۷۷۳–۱۸۱۲) و چارلز فنتون مرسر (۱۷۷۸–۱۸۵۸) شدند که پس از رسیدن به سن بزرگسالی، سنت سیاسی خانواده خود را ادامه دادند. جیمز و النور دخترانی نیز داشتند. مری النور دیک مرسر (۱۷۷۴–۱۸۳۷ که به ازدواج عمه‌زاده خود جیمز مرسر گارنت درآمد) و لوسیندا مرسر (که با سالمون بتون از اهالی ناحیه لودون وصلت کرد). پسر کوچک‌تر جیمز و همسرش، چارلز فنتون مرسر مسیر حقوقی و نظامی خانواده (در جنگ ۱۸۱۲) ادامه داد. به علاوه دردوران حیات عمویش و پیش از حضور بلند مدتش در مجلس نمایندگان ایالت متحده آمریکا، چندین دوره به خدمت مجلس نمایندگان ایالت جورجیا و مریلند درآمد. چارلز پس از مرگ عمویش، اقدام به توسعه آبراهه چساپیک و اوهایو نمود که برای خانواده منافع بلند مدت و مستمری در اراضی غربی به ارمغان آورد (وی مدتی مسئول این آبراهه بود).

## افسر نظامی
در سال ۱۷۵۰، شرکت اوهایو که جورج واشینگتن و پدرش از سرمایه‌گذاران آن بودند، اقدام به تأسیس فروشگاه و انبار مستحکمی در ریدگلی، غرب کوه‌های آپالاچین کردند. با آغاز جنگ میان فرانسه و قبایل سرخ‌پوست این انبار برای مقاصد نظامی مصادره و به فورت اوهایو تبدیل شد. مجلس، سرهنگ جورج واشینگتن را به سمت «مدافع مرزها» منصوب کرد و بنا بر دستور او مجموعه دژهایی در مرزها به منظور محافظت از بازرگانان و ساکنان این مناطق احداث شد. واشینگتن، فورت لودون واقع در وینچستر را به عنوان مقر اصلی خود برگزید. ستوان جورج مرسر که کارش ارزیابی زمین بود از جراحات نبرد فورت نسِسیتی در سال ۱۷۵۴ جان سالم به در برد و به درجه سروانی رسید ولی برادر دیگر، سروان جان فنتون مرسر (۱۷۳۵–۱۷۵۶) در ۸ آوریل ۱۷۵۶ در فورت ادوارد کشته شد و بنا بر سنت جنگ‌های آن دوره پوست سرش را جدا کردند. عده‌ای از این نبرد با نام «نبرد رودخانه کاکاپون» یا «قتل‌عام مرسر» یاد می‌کنند چرا که طی آن ۳۴ نفر از افراد مستقر در دژ کشته شدند و تنها ۶ نفر از آنها توانستند از یورش سرخ‌پوستان بگریزند. جیمز مرسر همچون دو برادر ارشدش، پس از فارغ‌التحصیلی از کالج به دریافت درجه افسری نائل شد.

## مرگ و میراث
قاضی جیمز مرسر در تاریخ ۳۱ اکتبر ۱۷۹۳ در دفتر کارش واقع در ریچموند و حدود یک سال پس از مرگ دوست و همکارش در شرکت اوهایو، یعنی جورج میسون، درگذشت. او در ریچموند در کلیسای اسقفی تاریخی سنت جان در ریچموند و در جوار دوست حقوقدانش، ادوارد کارینگتون به خاک سپرده شد.
از آنجاییکه همسرش سال‌ها قبل فوت کرده بود و دو دختر و یکی از پسرانش هنوز به سن قانونی نرسیده بودند، لازم بود تا افرادی به عنوان قیم اداره دارایی‌های او را عهده‌دار شوند. هرچند او در وصیت‌نامه‌ای که درتاریخ ۲۳ می ۱۷۹۱ تنظیم شده بود این موضوع را پیش‌بینی کرده و همسران خواهرانش، مسکو گارنت اهل اسکس و بنجامین هریسون از ریچموند را برای این مسئولیت انتخاب کرده بود ولی آنها علی‌رغم حکم صادره از محکمه شهرستان اسپوتسیلوانیا، از انجام وظایف خود به عنوان قیم سر باز زدند. سرانجام، هر چهار فرزند او به سن بزرگسالی رسیدند ولی هیچ‌یک از پسرانش ازدواج نکردند.